# Sint-Johanneskerk (Hamburg-Altona)
De protestants-lutherse Sint-Johanneskerk (Duits: St. Johanniskirche) in Hamburg-Altona is een neogotisch kerkgebouw uit 1873.

## Geschiedenis

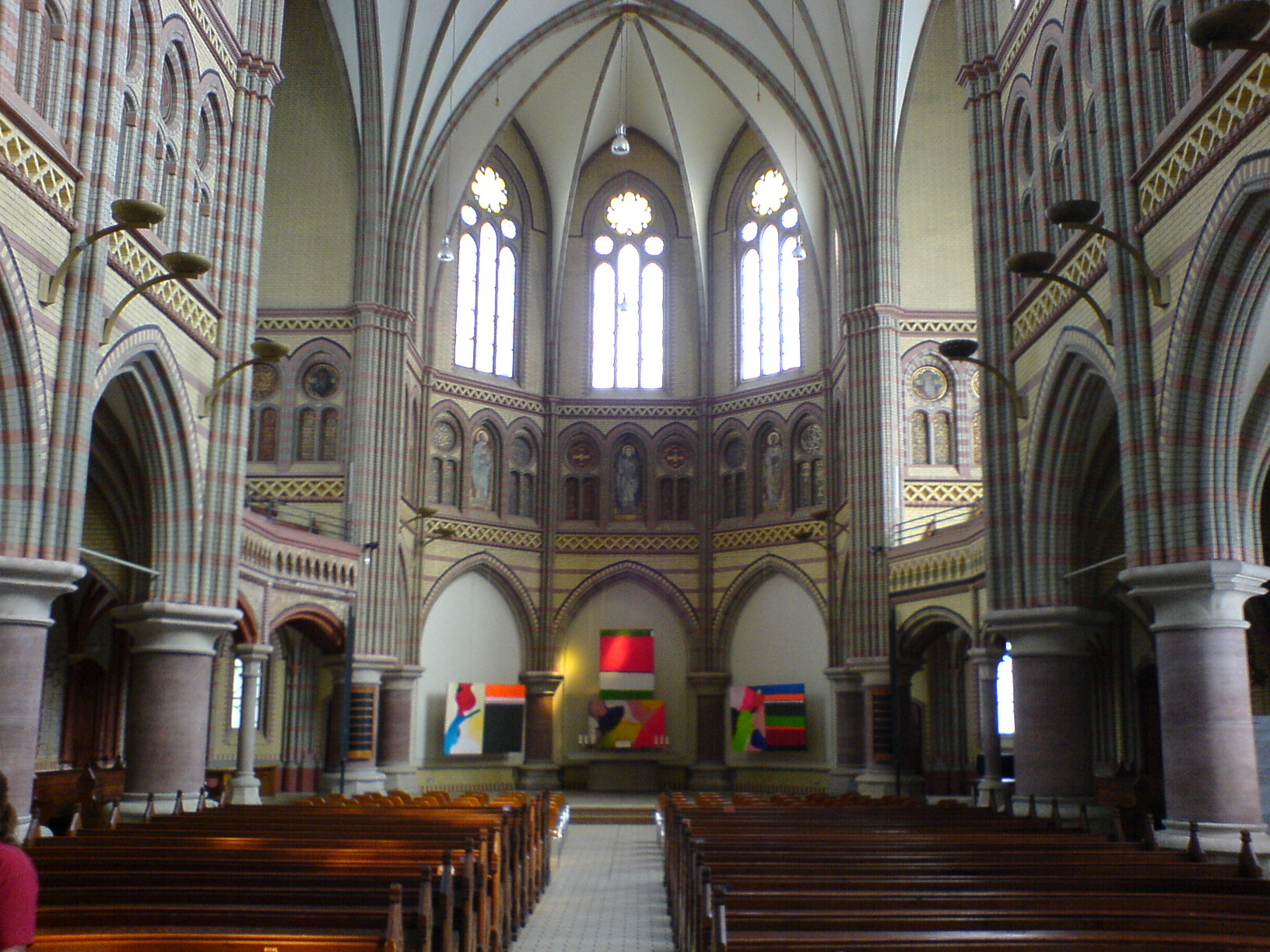
Interieur

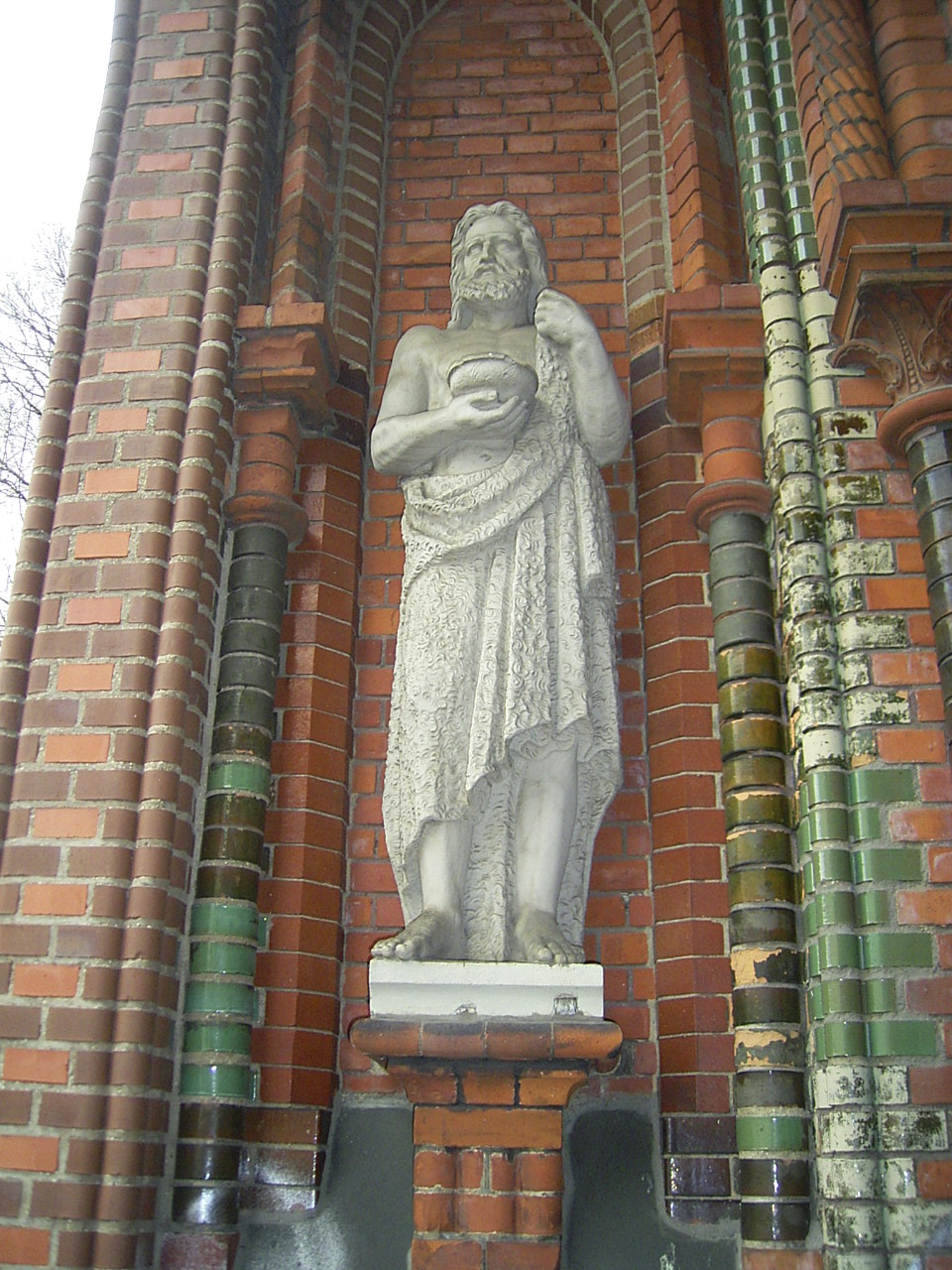
Beeld Johannes de Doper bij de ingang van de kerk

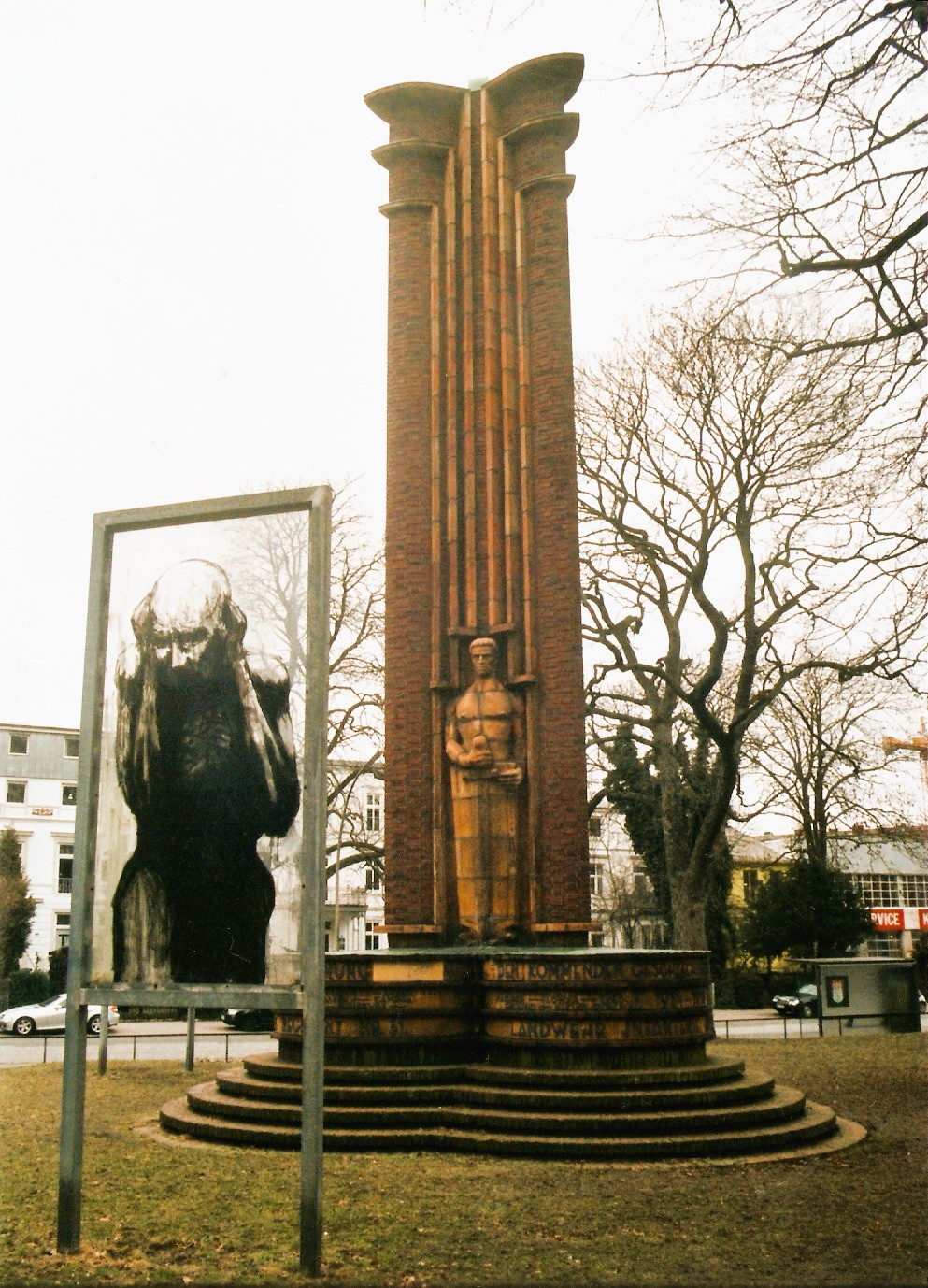
Oorlogsmonument

In het kader van de noordelijke stadsuitbreiding van Altona in de tweede helft van de 19e eeuw moesten in de nieuwe woongebieden ook kerken worden gebouwd. Zowel voor Hamburg als ook voor Altona, dat destijds nog een zelfstandige en tot Sleeswijk-Holstein behorende stad was, werd Johannes Otzen als uitvoerende architect voor veel nieuwbouw kerken gecontracteerd, die met zijn rode baksteenkerken van vele wijken het stadsbeeld vormen.
Naast het kerkhof (tegenwoordig Wohlerspark) aan de tegenwoordig geheten Max-Brauer-Allee begon men in 1868 met de bouw van de nieuwe Noorderkerk, die op april 1873 werd ingewijd. Het neogotische bouwwerk is in een voor Hamburg en Altona kenmerkende baksteenbasiliek, met zeer lage en smalle zijschepen en een grote, centraalbouwachtige viering uitgevoerd. Voor het aan 600 mensen plaats biedende interieur zijn verschillende kleuren baksteen gebruikt. De slanke 83 meter hoge toren was destijds in het stadsgebied van Altona het hoogste bouwwerk.
De kerk leed in de Tweede Wereldoorlog schade, die in de naoorlogse periode geleidelijk werd hersteld en aanvankelijk tot een eenvoudiger interieur leidde. Later werd deze veranderingen voor een belangrijk deel ongedaan gemaakt, zodat de kerk zich tegenwoordig weer presenteert als in de bouwtijd. Slechts de oude kerkramen werden niet gereconstrueerd. De huidige moderne ramen uit 1997 werden door de uit Zuid-Korea stammende Hamburger kunstenares Eun Nim Ro vervaardigd.
Na brandstichting door een scholier in 1994 ondergingen de toren en het orgel zware beschadiging respectievelijk verwoesting. De saneringswerkzaamheden die volgden duurden meerdere jaren.

## Gebruik
Het gemeenschappelijke herstelwerk door mensen van verschillende nationaliteiten en denominaties tijdens en na de brandstichting gaven impulsen voor een nieuwe invulling van de gemeente en het gebruik van de kerk. De gemeente besloot tot meervoudig gebruik van het gebouw, maar voor alles blijft de kerk een plaats voor de eredienst, de kerkmuziek en andere gebeurtenissen van de kerkgemeente. De nieuw gestichte Kulturkirche Altona GmbH verhuurt als partner van de kerkelijke gemeente sindsdien ook het gebouw voor culturele en commerciële manifestaties. De verhuur draagt bij aan het onderhoud van de kerk en geeft zo de kerkelijke gemeente meer ruimte om zich bezig te houden met sociale en charitatieve projecten.
Sinds januari 2011 organiseert Kulturkirche Altona GmbH ook zelf manifestaties in de kerk. De winst wordt aan een stichting overgedragen, die behoeftigen en daklozen helpt bij verzorging en huisvesting. De kerk is op zondagen na de eredienst ook voor bezoekers geopend.

## Orgel
Het nieuwe orgel werd in 1998 in gebruik genomen. Het driemanualige instrument werd door de Zwitserse firma Th. Kuhn in de Frans-symfonische stijl van Cavaillé-Coll gebouwd. Het orgel is daarom een bijzonderheid in het orgellandschap en wordt graag voor concerten gebruikt. Het instrument vervoegt over 48 registers op sleepladen , de speeltracturen zijn mechanisch, de registertracturen elektrisch.

## Oorlogsmonument
Tot na de Eerste Wereldoorlog was de Johanneskerk ook de garnizoenskerk voor het 31e infanterie-regiment Graf Bose. Voor de gevallenen werd op het voorplein een op 4 oktober 1925 onthuldigt monument geplaatst. Het expressionistische monument is 8,5 meter hoog, toont op drie kanten halfnaakte heroïsche mannen en werd in baksteen en geglazuurd terracotta uitgevoerd. De kerkelijke gemeente liet in de jaren 1990 het monument aanvullen met drie grote glazen werken van de kunstenaar Rainer Tiedje die uitgemergelde gestalten tonen, om zo ook het menselijke lijden in de oorlog te benadrukken.